# 城巴795X線
城巴795X線是香港一條新界巴士路線，由城巴有限公司營辦，於2022年2月28日起投入服務，來往清水灣半島及蘇屋邨，途經調景嶺及將軍澳市中心後，取道將軍澳隧道、觀塘繞道、啟德隧道及東九龍走廊前往油麻地及旺角，再經西九龍走廊直達美孚和長沙灣商貿區。

## 歷史
為配合清水灣半島及將軍澳南一帶往返油麻地及長沙灣商貿區的乘客需求，新巴及運輸署於《2021－2022年度巴士路線計劃》中，建議新巴796C線增設特別班次795X，來往清水灣半島及蘇屋邨，在將軍澳區內途經至善街、將軍澳市中心及調景嶺後，經將軍澳隧道、觀塘繞道、啟德隧道及東九龍走廊前往油麻地及旺角，再經西九龍走廊前往美孚及長沙灣商貿區。建議獲各區議會通過後，此線於2022年2月28日起投入服務，只提供星期一至五早晚繁忙時間各一班單向服務。
而在此線投入服務數天前，新巴及運輸署在《2022－2023年度巴士路線計劃》中建議795X線提升至每天全日服務，以進一步加強往返清水灣半島、將軍澳南及調景嶺與油麻地、旺角及長沙灣商貿區的巴士服務。不過計劃同時涉及把796C和796E線合併為新路線793，經九龍灣商貿區往返將軍澳工業邨及蘇屋邨，令部分議員對建議有所質疑，但計劃仍獲沿線多個區議會通過，於2022年8月21日起實施，而此線亦因而不再屬於任何路線的特別班次。2023年7月1日起，因應城巴新巴專營權合併，此線改由城巴經營。
運輸署原定安排795X線在將軍澳—藍田隧道通車後約兩至三個月，改經該隧道往返將軍澳至觀塘繞道，不再途經將軍澳隧道及將軍澳道。不過，運輸署後來發現795X線於將軍澳隧道巴士轉乘站上落的乘客人數高達約400人，在考慮將軍澳隧道實際交通情況、此路線行車時間、將軍澳隧道巴士轉乘站的使用情況及地區人士意見等不同因素後，表明暫未有計劃此路線改用將軍澳—藍田隧道。不過，將軍澳隧道巴士轉乘站缺乏全日直達將軍澳站一帶的路線，而795X線於將軍澳區內走線與793、796X線非常相似。運輸署和城巴因此在《2024－2025年度巴士路線計劃》中，建議795X線往蘇屋方向於至善街後，改經唐賢街前往調景嶺站，再經唐明街、唐俊街、寶邑路、環保大道返回將軍澳隧道原有路線；往清水灣半島方向離開將軍澳隧道後，则改經環保大道、寶邑路、寶康路、唐明街、景嶺路、翠嶺路、寶邑路、唐賢街返回至善街，直接連接將隧轉乘站和將軍澳廣場一帶。建議獲各區議會通過後，於2024年9月29日起實施。

## 服務時間及班次
795X線來回方向均提供全日服務，列表如下：
| 清水灣半島開     | 清水灣半島開 | 清水灣半島開 | 蘇屋邨開         | 蘇屋邨開     | 蘇屋邨開     |
| 日期             | 服務時間     | 班次（分鐘） | 日期             | 服務時間     | 班次（分鐘） |
| ---------------- | ------------ | ------------ | ---------------- | ------------ | ------------ |
| 星期一至五       | 05:30－06:10 | 20           | 星期一至五       | 06:10－07:30 | 20           |
| 星期一至五       | 06:40        | 06:40        | 星期一至五       | 07:30－16:30 | 30           |
| 星期一至五       | 07:00－07:40 | 20           | 星期一至五       | 16:30－22:10 | 20           |
| 星期一至五       | 07:40－23:10 | 30           | 星期一至五       | 22:10－00:10 | 30           |
| 星期一至五       | 23:30        |              |                  |              |              |
| 星期六           | 05:30－06:10 | 20           | 星期六           | 06:10－06:30 | 20           |
| 星期六           | 06:10－16:10 | 30           | 星期六           | 06:30－13:30 | 30           |
| 星期六           | 16:10－18:10 | 20           | 星期六           | 13:30－23:10 | 20           |
| 星期六           | 18:10－23:10 | 30           | 星期六           | 23:10－00:10 | 30           |
| 星期六           | 23:30        |              |                  |              |              |
| 星期日及公眾假期 | 05:30－06:10 | 20           | 星期日及公眾假期 | 06:10        | 06:10        |
| 星期日及公眾假期 | 06:10－16:10 | 30           | 星期日及公眾假期 | 06:30－14:30 | 30           |
| 星期日及公眾假期 | 16:10－17:10 | 20           | 星期日及公眾假期 | 14:30－19:10 | 20           |
| 星期日及公眾假期 | 17:10－23:10 | 30           | 星期日及公眾假期 | 19:10－20:10 | 30           |
| 星期日及公眾假期 | 23:30        | 23:30        | 星期日及公眾假期 | 20:10－22:10 | 20           |
|                  |              |              | 星期日及公眾假期 | 22:10－00:10 | 30           |

## 收費
795X線的全程收費為$12.8，並設有12歲以下小童及65歲或以上長者半價優惠，當中60歲－64歲香港居民、65歲或以上長者與合資格殘疾人士如以指定八達通繳付此線的車資，均可享有長者及合資格殘疾人士公共交通票價優惠計劃提供的$2票價優惠。乘客登車時需以現金或八達通卡繳付車資，不設找贖；而每位成人乘客可免費帶同最多兩名四歲以下而且不佔座位的兒童乘車。此外，乘客亦可使用指定電子支付工具繳付車資，使用此支付方式的乘客可享有與其他城巴獨營路線或聯營線城巴班次之轉乘優惠，惟不適用於與非城巴路線之轉乘優惠，乘客亦不能享有「公共交通費用補貼計劃」及「長者及合資格殘疾人士公共交通票價優惠計劃」。
795X線沿途分段收費如下：
| 上車地點＼落車地點 | 蘇屋邨 | 山谷道或之前 | 清水灣半島 |
| ------------------ | ------ | ------------ | ---------- |
| 拔萃女書院起       | $8.1   | 不適用       |            |
| 美孚或之前         | 不適用 | $9.4         | 不適用     |
| 旺角維景酒店起     | $10.7  | $9.4         |            |
| 勞資審裁處起       | $10.3  | $9.4         |            |
| 將軍澳隧道轉車站   | 不適用 | $8.5         |            |
| 富康花園起         | $4.7   |              |            |

## 行車路線

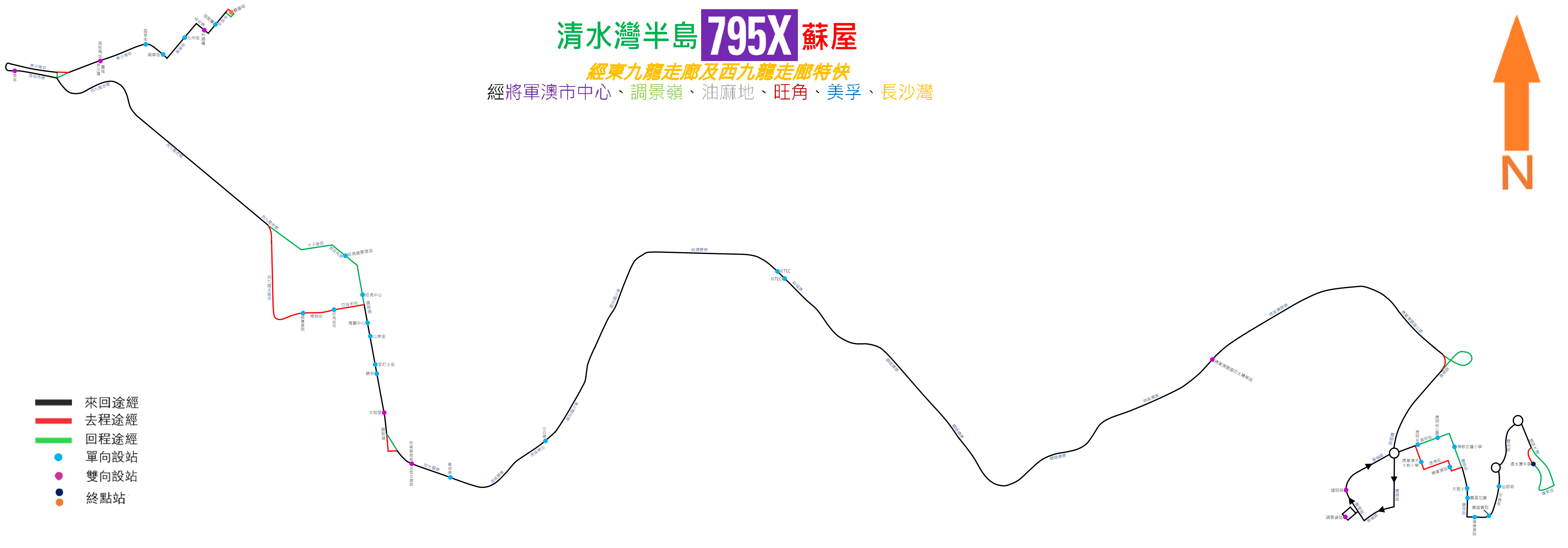
795X線的走線圖

795X線由清水灣半島開出之班次途經蓬萊路、環保大道、寶邑路、至善街、唐賢街、景嶺路、調景嶺站公共運輸交匯處、景嶺路、唐明街、唐俊街、寶邑路、環保大道、將軍澳隧道公路、將軍澳隧道、將軍澳道、觀塘繞道、啟福道、啟德隧道、東九龍走廊、漆咸道北、漆咸道南、加士居道、彌敦道、亞皆老街、櫻桃街、西九龍走廊西、西九龍走廊、荔枝角道、長沙灣道、興華街、保安道及長發街前往蘇屋邨；由蘇屋邨開出之班次途經廣利道、長發街、保安道、興華街、長沙灣道、荔枝角道、長沙灣道、蝴蝶谷道、荔枝角道、西九龍走廊、太子道西、荔枝角道、彌敦道、加士居道、漆咸道南、漆咸道北、東九龍走廊、啟德隧道、啟福道、觀塘繞道、將軍澳道、將軍澳隧道、將軍澳隧道公路、環保大道、寶邑路、寶康路、唐明街、景嶺路、翠嶺路、寶邑路、唐賢街、至善街、寶邑路、環保大道、蓬萊徑及蓬萊路前往清水灣半島，具體停站請參考資訊框。